# En route : Les Aventures de Tif et Oh
En route : Les Aventures de Tif et Oh (Home: Adventures with Tip & Oh) est une série télévisée d'animation américaine en 52 épisodes de 23 minutes, créée par Ryan Crego et Thurop Van Orman (en) et diffusée entre le 29 juillet 2016 et le 20 juillet 2018 via le réseau de streaming Netflix. Elle fait suite au long métrage d'animation En route ! sorti en 2015.

## Synopsis
Après avoir sauvé le monde et après avoir rendu la pierre aux Gorgs dans le film de l’année dernière, les Boov et (certains) Humains vivent en harmonie et Tif et Oh vont faire des choses (super) géniales comme faire que Pom-Pom et Renard s'aiment, fêter Noël, Avoir 18 ans ...

## Fiche technique
Sauf indication contraire, les informations mentionnées dans cette section peuvent être confirmées par la base de données cinématographiques IMDb,  présente dans la section « Liens externes ».
- Titre original : Home: Adventures with Tip & Oh
- Titre français : En route : Les Aventures de Tif et Oh
- Création : Ryan Crego et Thurop Van Orman (en)
- Scénario : Morgan J. Steele, Johanna Stein, Emily Brundige, Katie Mattila, Dakota McFadzean et Jim Mortensen
- Direction artistique : Samantha Kallis et Sue Mondt
- Musique : Alexander Geringas (en)
- Montage : Bess Thompson et Davrick Waltjen
- Casting : Ania Kamieniecki-O'Hare, Mary Hidalgo et Cymbre Walk
- Production : Breehn Burns (en), Ben Kalina, Blake Lemons, Winnie Chaffee et Kevin Gamble
  - Production déléguée : Ryan Crego, Chris Prynoski, Shannon Barrett Prynoski et Thurop Van Orman
  - Production exécutive : Sean Patrick Rielly
- Sociétés de production : DreamWorks Animation Television et Titmouse, Inc.
- Pays d'origine :  États-Unis
- Langue originale : anglais
- Genre : série d'animation, science-fiction
- Durée : 23 minutes

## Distribution
| - Rachel Crow (en) : Apéritif « Tif » Tucci - Mark Whitten : Oh - Ana Ortiz : Lucy Tucci - Ryan Crego : Porky - Matt L. Jones : Kyle - Nolan North : capitaine Smek - Ron Funches : Sharzod - Nika Futterman : Slushious - Cheri Oteri : Pauline Pappernacky | - Victoria Grosbois : Apéritif « Tif » Tucci - Fabrice Fara : Oh - Guy Lecluyse / Christophe Lemoine : Kyle - Jean-Baptiste Anoumon : Sharzod - Ethel Houbiers : Lucy Tucci - Michael Aragones : capitaine Smek / Smudge / Brandon - Patrick Préjean : capitaine Smek - Emmanuel Curtil : K-Trong - Jim Redler : Keanu - Agnès Cirasse : Smudge - Virginie Cagliari : Moochie / Fox / Granizor / Chelsea / Crushtina - Charles Germain : Trystane - Jérôme Wiggins : Stick / Garfield - Karine Foviau : PomPom - Sébastien Ossard : Zebilwig / Silbigzigue - Paolo Domingo : Boy Boy George - Version française : - Société de doublage : TVS / Titrafilm - DIrection artistique : Marie-Eugénie Maréchal Source et légende : version française (VF) sur RS Doublage |

## Épisodes
Chaque épisode est divisé en deux histoires.

### Première saison (2016)
L'intégralité de la première saison est sortie le 29 juillet 2016.
1. On emménage / Le Père Nowël (Booving In / Sant-Oh)
2. Les Bisous / Jour de neige (Little Kisses / Snow Day)
3. J'ai un petit secret / La Reine des cuisses (It's a Secret / Queen of Thighs)
4. Toqué de Krunkle / Conseil de beauté (Krunkle Krush / Beauty Tip)
5. La Grippe Boov / Les Bébés gorgs (Boov Flu Blues / Get Me to the Gorg)
6. Le Tif-jitsu / Les Loups-garous de Chicago (Kung Boov / The Werewolves of Chicago)
7. Matière grise / Fièvre (The Gray Matter / Feverbreak)
8. Les Humains tout fripés / Porky Porky (Wrinkly Humans People / Piggy Piggy)
9. En plein cœur / Le Permis (Struck Through the Heart / Boov Up and Drive)
10. La Soirée pyjama / Parano (Party of Slumber / Paranoid Activity)
11. Le Dôme des Fureurs / Jumelles de fesses (Angerdome / Tush Twins)
12. Le Gardiennage de bébés / Les Meilleurs ennemis (Sitting on Babies / Best Frenemies)
13. Les Cosses-fratries / La Benne à ordures (Podlings / Dumpster Dining)

### Deuxième saison (2017)
L'intégralité de la deuxième saison est sortie le 27 janvier 2017.
1. La Bande des garçons garçons filles / Seigneurs et lasers (Boy Boy Girl Band / Lords and Lazers)
2. Le Bal des pizzas / Un jour à mettre à la poubelle (Tip's Deep Dish / Garbage Day)
3. Une étudiante très extraterrestre / Porky et sa queue en tire-bouchon (Very Foreign Exchange Student / Pig's Tale)
4. Les Boovs à tête d'œuf / Pook-Pooks (Big Brain Boov / Pook Pooks)
5. Waltor / Rusé comme le renard (Waltor / Out Foxed)
6. Le Grand Derrière / Je suis votre fan le plus Boov (Le Grande Derriere / I'm Your Boovest Fan)
7. Avoir peur à en devenir fou / Super-Granizor (Scared Crazy / Superslushious)
8. Une blague pas très privée / Quelle jungle ! (Inside Jokings / It's a Jungle in There)
9. Trop dingue ! Tu m'as sauvé la vie ! / Kyle, détective privé (Dang! You Saved My Life / Boovsland Noir)
10. Nuttypunny / JalOHsie (Nuttypunny / JealOHsy)
11. Un sac de cash / Oh, donne-moi un foyer (Sacks O' Cash / Oh Give Me a Home)
12. Les Briseurs / Une journée sans technologie (Breakers / A Day Without Tech)
13. Le Cloud / La Booverté (The Cloud / Booverty)

### Troisième saison (2017)
L'intégralité de la troisième saison est sortie le 11 août 2017.
1. Tif, reine de la police ! / Le Bal de promo Roïdian (Queen of Police / Roidian Prom)
2. Là où les Koobish s'ébattent en liberté / Meilleur amiversaire (Where the Koobish Roam / Best Friendversary)
3. Un cerveau au service de la communauté / Petits mensonges entre amis (Citizen Brain / Liar Liar Pods on Fire)
4. Gagaphonie / Oh, l'homme et la mer (Chercophonie / Oh, Man, and the Sea)
5. Inaccessible / Poissons-bidons (Hard to Gettings / Tummy Fish)
6. Reste auprès de Stick / Ennemi de famille (Stick with Me / Family Feudings)
7. Les Chats ! La Planète / Selfie-goïste (Cats! The Planet / Selfie-ish)
8. Nouveau voisin / Ragot juteux (Newbeings on the Block / Juicy Gossip)
9. Safari chez l'humaine population / La Joyeuse patrouille de l'espace (Humanspeople Safari / Happy Space Troopers)
10. Les Krebblis sont réels / Le Journal de Tif (Krebbles is Real / Tip's Diary)
11. La Grande crise du hot-dog de Chicago / Les vieux-jeunes humains (The Great Chicago Hot Dog Crisis / Wrinkly Humans Kids)
12. Ça, c'est du romantisme ! / La Baie des Gros Durs (True Romancings / Hardcore Harbor)
13. Une hiztoire de Zuperzhéros (A Thuper Hero Thtory)

### Épisode spécial (2017)
Le 1er décembre 2017, un épisode spécial de 45 minutes dédié à Noël, nommé En route : Tif et Oh fêtent Noël (Home: For the Holidays), sort également sur Netflix.

### Quatrième saison (2018)
L'intégralité de la quatrième et dernière saison est sortie le 20 juillet 2018.
1. Une amie comme Tif / Telle mère, telle fournaise (Friend Like Tip / Like Mother, Like Pit of Fire)
2. Changer ou ne pas changer ? / Les Grands (StickSituation / The Freshmans)
3. Humanisation / Je sais tout (Humanning / Know It All)
4. Seuls les plus chanceux survivent / Shar-bande (Only the Lucky Survive / Sharsquad)
5. L'Amour Ouf / Le trafic de lait (Big Bad Love / The Milk Job)
6. Il était une fois la journée d'une fille / L'École des flics (Once Upon a Girl Day / Cop College)
7. Pèlerinaboov / Grand grand garçon (Walkaboov / Big Boy Boy)
8. Le Plus bel âge est le présent / Tellement Garfeldt (No Age Like the Present / So Garfeldt)
9. La Vie secrète de Oh / Mauvais garçon (The Secret Life of Oh / Beings Bad)
10. Retraite de réanimation de flamme / Poubellassadeur (Rekindling Retreat / Trashbassador)
11. Gros Bêta / Smek se relaxe (Big Silly / Smek Chills Out)
12. C'est pas mon pote Brandon / Shawn le chelou (Not My Boy Brandon / Shady Shawn)
13. BRAP / La Belle Vie en boov (B.R.A.P. / It's a Booviful Life)

## DVD
Les histoires Le Père Nowël et Jour de neige sont intégrés en tant que bonus dans le DVD des Trolls : spécial fêtes, qui est sorti le 28 novembre 2017 aux États-Unis et le 12 décembre 2017 en France.